# T-banen i Oslo
T-banen i Oslo (eller simpelthen T-banen) er et metrosystem i Norges hovedstad Oslo. Systemet består af fire vestlige og fire østlige baner, der er bundet sammen af en central tunnelstrækning, hvortil kommer en ringbane rundt om byen. T står for tunnelbane, men i praksis ligger det meste af T-banen over jorden, især udenfor centrum. Der er 101 stationer, hvoraf 17 er underjordiske eller indendørs.
T-banen drives af Sporveien T-banen, et datterselskab af Sporveien AS, på kontrakt med Ruter AS. Den benyttes af ca. 250.000 passagerer om dagen, svarende til 88 mio. om året (2014). I myldretiden sker hver tredje rejse til og fra centrum med T-banen.
Traditionelt benyttes der to forskellige navne for T-banen. I det vestlige Oslo og i Bærum, hvor T-banen har mere præg af forstadsbane og kun i begrænset omfang går i tunnel, kaldes den af historiske årsager for trikken, der også betyder sporvognen. I det østlige Oslo hvor egentlig tunnelbane er mere almindelig, kaldes den for T-banen eller banen. Den østlige navn er den officielle betegnelse for hele nettet. Frem til midten af 1990'erne var de vestlige og østlige baner adskilte, og der var en del forskelle i f.eks. billetsystemet.

## Historie
T-banen kan skrive sin historie tilbage til 1898, hvor Holmenkollbanen åbnede som den første af de fire vestlige baner mellem Majorstuen og Besserud, fra 1916 forlænget til Frognerseteren. I 1912 åbnedes Røabanen mellem Majorstuen og Smestad, hvorfra den senere blev forlænget i flere omgange, så den siden 1972 ender i Østerås. I den modsatte ende kom den første tunnelbane til med en forlængelse under centrum fra Majorstuen til Nationaltheatret. Som tredje vestlige bane åbnedes Sognsvannsbanen i 1934 mellem Majorstuen og Sognsvann. Endelig åbnede Kolsåsbanen som en afgrening fra Røabanen til Jar, hvor den overtog sporvejen Lilleakerbanens strækning til Kolsås.
I øst startede Lambertseterbanen som sporvej fra Brynseng (på Østensjøbanen) til Bergkrystallen i 1957. 22. maj 1966 blev den omstillet som den første T-bane og samtidig koblet på den nye strækning fra Jernbanetorget til Helsfyr. Senere i 1966 åbnedes ligeledes Grorudbanen fra Tøyen til Grorud med forlængelse til Vestli i 1975. I 1967 omstilledes sporvejen Østensjøbanen fra 1926 til T-bane. Den er senere blevet forlænget flere gange, senest til Mortensrud i 1998. Som fjerde østlige bane åbnedes Furusetbanen fra Hellerud (på Østensjøbanen) til Haugerud i 1970. Også den er senere blevet forlænget, senest til Ellingsrudåsen i 1981.
De østlige baner blev forlænget mod vest til Sentrum Station i 1977. I 1987 blev de vestlige baner også forlænget til Sentrum Station, der skiftede navn til Stortinget Station. I løbet af 1990'erne blev de vestlige og østlige baner slået sammen til et system, hvor togene fortsætter under centrum gennem Fellestunnelen. Grunden til at det ikke var gjort før var, at de vestlige baner benyttede køreledninger, mens de østlige benyttede strømskinne. Derfor var det i en årrække nødvendigt at benytte tog, der kunne køre på begge systemer.
I 1993 blev Sognsvannsbanen ombygget fra drift med køreledning til strømskinne og fik desuden længere perroner og ingen niveauoverskæringer. I 1995 fulgte Røabanen, i 2006-2014 Kolsåsbanen og i 2010 Holmenkollbanen som den sidste.
I begyndelsen af 2001'erne etblerede T-baneringen, der går fra Ullevål stadion på Sognsvannsbanen i en bue til Carl Berners plass på Grorudbanen. Første etape af ringen fra Ullevål stadion med de to nye stationer Nydalen og Storo åbnede 20. august 2003. Resten af ringen åbnede 21. august 2006 sammen med den nye station Sinsen. 3. april 2016 åbnedes Lørenbanen, der forbinder med T-baneringen med Grorudbanen med en ny Løren Station undervejs.

## Linjenet
Linje 5 slår knude på sig selv via Fellestunnelen og T-baneringen.
| Linjenummer | Strækning                                                | Bane                                         |
| ----------- | -------------------------------------------------------- | -------------------------------------------- |
| 1           | Frognerseteren - Stortinget - Helsfyr (- Bergkrystallen) | Holmenkollbanen, Lambertseterbanen           |
| 2           | Østerås - Stortinget - Ellingsrudåsen                    | Røabanen, Furusetbanen                       |
| 3           | Kolsås - Stortinget - Mortensrud                         | Kolsåsbanen, Østensjøbanen                   |
| 4           | Vestli - Storo - Stortinget - Bergkrystallen             | Grorudbanen, T-baneringen, Lambertseterbanen |
| 5           | Sognsvann - Stortinget - Storo - Stortinget - Vestli     | Sognsvannsbanen, T-baneringen, Grorudbanen   |